# Romantic Island
Romantic Island (로맨틱 아일랜드?, Romaentik aillaendeuLR) è un film del 2008 scritto da Lee Jung-sub e diretto da Kang Chul-woo.

## Trama
Sei persone che vivono a Seul si ritrovano a intraprendere, per motivi differenti, il medesimo viaggio: una vacanza sull'isola di Boracay, nelle Filippine. Tra loro è presente un malato terminale che ha intenzione di suicidarsi per far riscuotere all'amata moglie il premio dell'assicurazione sulla vita; un cassiere che incontra una celebre star del k-pop, di cui si innamora; un facoltoso uomo d'affari che intende recarsi alla tomba del padre, con cui aveva un rapporto difficile, e che ingaggia un suo connazionale come guida turistica.

## Distribuzione
In Corea del Sud la pellicola ha goduto di una distribuzione nazionale a cura di SBSi e Microvision, a partire dal 24 dicembre 2008.